# 任瓌
任（？—629年），字瑋，廬州合淝（安徽合肥）人。唐初将领，封管国公。

## 生平
少年喪父（任七宝，官定远太守），由叔父任蠻奴收養，蠻奴為陳朝鎮東大將軍。任瓌十九歲擔任南朝陈衡州（今湖南衡山）司馬，受到都督王勇的重用。後來王勇降隋，任瑰罷官回家。
616年，唐高祖李淵起兵時，任瑰投李淵幕下，自荐招抚韩城、冯翊等地武装，被任命為招撫大使。以功被授予左光祿大夫、改授任瑰為穀州刺史。後隨秦王李世民率軍征討王世充。徐圓朗佔據兖州（今山東兗州縣）起兵反唐。率軍圍攻任瓌所在的虞城（今河南省東部）。任瓌命崔樞、張公謹率數百人拒敵，崔樞率兵出擊，大敗敵軍。任瑰又平定輔公祏，拜為徐州都督，封管国公。
貞觀三年（629年），任瑰去世。
任瓌喜用親戚，為時人所病，其妻劉氏兇悍善妒，唐太宗賜給任瑰兩名宮女，劉氏將宮女的美髮燒掉。

## 延伸阅读
[在维基数据编辑]
 《舊唐書·卷59》，出自刘昫《舊唐書》
 《新唐書·卷090》，出自《新唐書》